# A Manchester City FC 1990–1991-es szezonja
A Manchester City az 1990–1991-es szezonban a bajnokságban az 5. helyen végzett. Az FA-kupában a Notts County, a ligakupában pedig az Arsenal ejtette ki a csapatot.

## Játékosok
| # |     | Poszt | Név              |
| - | --- | ----- | ---------------- |
|   | ENG | K     | Tony Coton       |
|   | WAL | K     | Martyn Margetson |
|   | WAL | K     | Andy Dibble      |
|   | ENG | V     | Alan Harper      |
|   | ENG | V     | Neil Pointon     |
|   | ENG | V     | Steve Redmond    |
|   | ENG | V     | David Brightwell |
|   | ENG | V     | Ian Brightwell   |
|   | SCO | V     | Colin Hendry     |
|   | ENG | KP    | Mark Brennan     |
|   | ENG | KP    | Adrian Heath     |
|   | ENG | KP    | Steve McMahon    |

| # |     | Poszt | Név                      |
| - | --- | ----- | ------------------------ |
|   | ENG | KP    | Paul Lake                |
|   | ENG | KP    | Gary Megson              |
|   | ENG | KP    | Mike Quigley             |
|   | ENG | KP    | Peter Reid (játékosedző) |
|   | ENG | KP    | Mark Ward                |
|   | ENG | KP    | David White              |
|   | ENG | CS    | Clive Allen              |
|   | ENG | CS    | Jason Beckford           |
|   | ENG | CS    | Wayne Clarke             |
|   | ENG | CS    | Ashley Ward              |
|   | IRL | CS    | Niall Quinn              |

## First Divison
| Dátum                | Ellenfél            | H / A | Helyszín        | Eredmény LG – KG | Gólszerzők              | Nézőszám |
| -------------------- | ------------------- | ----- | --------------- | ---------------- | ----------------------- | -------- |
| 1990. augusztus 25.  | Tottenham Hotspur   | A     | White Hart Lane | 1 – 3            | Quinn                   | 33 501   |
| 1990. szeptember 1.  | Everton             | H     | Maine Road      | 1 – 0            | Heath                   | 31 456   |
| 1990. szeptember 5.  | Aston Villa         | H     | Maine Road      | 2 – 1            | M. Ward, Pointon        | 30 199   |
| 1990. szeptember 8.  | Sheffield United    | A     | Bramall Lane    | 1 – 1            | White                   | 21 895   |
| 1990. szeptember 15. | Norwich City        | H     | Maine Road      | 2 – 1            | Quinn, Brennan          | 26 247   |
| 1990. szeptember 22. | Chelsea             | A     | Stamford Bridge | 1 – 1            | M. Ward                 | 20 924   |
| 1990. szeptember 29. | Wimbledon           | A     | Plough Lane     | 1 – 1            | Allen                   | 6 158    |
| 1990. október 6.     | Coventry City       | H     | Maine Road      | 2 – 0            | Harper, Quinn           | 26 198   |
| 1990. október 20.    | Derby County        | A     | Baseball Ground | 1 – 1            | M. Ward                 | 17 884   |
| 1990. október 27.    | Manchester United   | H     | Maine Road      | 3 – 3            | White (2), Hendry       | 36 247   |
| 1990. november 3.    | Sunderland          | A     | Roker Park      | 1 – 1            | White                   | 23 137   |
| 1990. november 11.   | Leeds United        | H     | Maine Road      | 2 – 3            | M. Ward, White          | 36 247   |
| 1990. november 17.   | Luton Town          | A     | Kenilworth Park | 2 – 2            | White, Redmond          | 9 564    |
| 1990. november 24.   | Liverpool           | A     | Anfield         | 2 – 2            | M. Ward, Quinn          | 37 849   |
| 1990. december 1.    | Queens Park Rangers | H     | Maine Road      | 2 – 1            | Quinn (2)               | 25 080   |
| 1990. december 15.   | Tottenham Hotspur   | H     | Maine Road      | 2 – 1            | Redmond, M. Ward        | 31 236   |
| 1990. december 22.   | Crystal Palace      | H     | Maine Road      | 0 – 2            |                         | 25 321   |
| 1990. december 26.   | Southampton         | A     | The Dell        | 1 – 2            | Quinn                   | 16 029   |
| 1990. december 29.   | Nottingham Forest   | A     | City Ground     | 3 – 1            | Quinn (2), Clarke       | 24 937   |
| 1991. január 1.      | Arsenal             | H     | Maine Road      | 0 – 1            |                         | 30 579   |
| 1991. január 13.     | Everton             | A     | Goodison Park   | 0 – 2            |                         | 22 774   |
| 1991. január 19.     | Sheffield United    | H     | Maine Road      | 2 – 0            | M. Ward (2)             | 25 741   |
| 1991. február 2.     | Norwich City        | A     | Carrow Road     | 2 – 1            | Quinn, White            | 15 914   |
| 1991. február 9.     | Chelsea             | H     | Maine Road      | 2 – 1            | Megson, White           | 25 116   |
| 1991. március 2.     | Queens Park Rangers | A     | Loftus Road     | 0 – 1            |                         | 12 376   |
| 1991. március 5.     | Luton Town          | H     | Maine Road      | 3 – 0            | Quinn (2), Allen        | 20 404   |
| 1991. március 9.     | Liverpool           | H     | Maine Road      | 0 – 3            |                         | 35 150   |
| 1991. március 16.    | Wimbledon           | H     | Maine Road      | 1 – 1            | M. Ward                 | 21 089   |
| 1991. március 23.    | Coventry City       | A     | Highfield Road  | 1 – 3            | Allen                   | 13 198   |
| 1991. március 30.    | Southampton         | H     | Maine Road      | 3 – 3            | Allen, Brennan, White   | 23 163   |
| 1991. április 1.     | Crystal Palace      | A     | Selhurst Park   | 3 – 1            | Quinn (3)               | 18 001   |
| 1991. április 6.     | Nottingham Forest   | H     | Maine Road      | 3 – 1            | M. Ward, Quinn, Redmond | 25 169   |
| 1991. április 10.    | Leeds United        | A     | Elland Road     | 2 – 1            | Hill, Quinn             | 28 757   |
| 1991. április 17.    | Arsenal             | A     | Highbury        | 2 – 2            | M. Ward, White          | 38 412   |
| 1991. április 20.    | Derby County        | H     | Maine Road      | 2 – 1            | Quinn, White            | 24 037   |
| 1991. április 23.    | Aston Villa         | A     | Villa Park      | 5 – 1            | White (4), Brennan      | 24 168   |
| 1991. május 4.       | Manchester United   | A     | Old Trafford    | 0 – 1            |                         | 45 286   |
| 1991. május 11.      | Sunderland          | H     | Maine Road      | 3 – 2            | Quinn (2), White        | 39 194   |

### Tabella
| # | Csapat            | M  | Gy | D  | V  | Lg | Kg | Gk  | P  | Megjegyzés |
| - | ----------------- | -- | -- | -- | -- | -- | -- | --- | -- | ---------- |
| 3 | Crystal Palace    | 38 | 20 | 9  | 9  | 50 | 41 | +9  | 69 |            |
| 4 | Leeds United      | 38 | 19 | 7  | 12 | 65 | 47 | +18 | 64 |            |
| 5 | Manchester City   | 38 | 17 | 11 | 10 | 64 | 53 | +11 | 62 |            |
| 6 | Manchester United | 38 | 16 | 12 | 10 | 58 | 45 | +13 | 60 |            |
| 7 | Wimbledon         | 38 | 14 | 14 | 10 | 53 | 46 | +7  | 56 |            |

Forrás: http://wildstat.com/p/2301/ch/ENG_1_1990_1991
Rendezési elv: 1. pontszám; 2. gólkülönbség; 3. lőtt gólok.
# = helyezés; M = játszott meccsek száma; Gy = győzelmek; D = döntetlenek; V = vereségek; Lg = lőtt gólok; Kg = kapott gólok; Gk = gólkülönbség; Pont = pontok; (B) = bajnok; (K) = kiesett; (F) = feljutott.

## FA-kupa
Harmadik kör
| 1. csapat | Eredmény | 2. csapat       |
| --------- | -------- | --------------- |
| Burnley   | 0–1      | Manchester City |

Negyedik kör
| 1. csapat | Eredmény | 2. csapat       |
| --------- | -------- | --------------- |
| Port Vale | 1–2      | Manchester City |

Ötödik kör
| 1. csapat    | Eredmény | 2. csapat       |
| ------------ | -------- | --------------- |
| Notts County | 1–0      | Manchester City |

## Ligakupa
Második kör
| 1. csapat      | Össz. | 2. csapat       | 1. mérk. | 2. mérk. |
| -------------- | ----- | --------------- | -------- | -------- |
| Torquay United | 0 – 4 | Manchester City | 0 – 4    | 0 – 0    |

Harmadik kör
| 1. csapat       | Eredmény | 2. csapat |
| --------------- | -------- | --------- |
| Manchester City | 1 – 2    | Arsenal   |